# 企業神社
企業神社（きぎょうじんじゃ）は、日本の企業が自社の敷地内等に設置する神社。「守り神」や「商売繁盛の神」を祀るとされる。

## 関連文献
- 神社新報社（編）『企業の神社』神社新報社〈神社新報ブックス〉、1986年